# انسیرویل، مئوس
انسیرویل، مئوس (به فرانسوی: Ancerville, Meuse) یک کامین در فرانسه است که در Canton of Ancerville واقع شده‌است.

## خصوصیات
انسیرویل ۲۱٫۵۸ کیلومترمربع مساحت و ۲٬۷۸۶ نفر جمعیت دارد و ۲۰۰ متر بالاتر از سطح دریا واقع شده‌است.